# Skype
A Skype (ejtsd: szkájp, IPA: [skaɪp]) egy internetes telekommunikációs alkalmazás volt, amely számítógépek, táblagépek, mobil eszközök, az Xbox One konzol és az okosórák közötti videocsevegés és hanghívások biztosítására specializálódott. A Skype azonnali üzenetküldő szolgáltatásokat is nyújtott. A felhasználók szöveget, videót, hangüzenetet és képeket küldhettek egymásnak, valamint videókonferencia-beszélgetésekben vehettek részt.
2010 végére több mint 660 millió felhasználója volt világszerte, és a becslések szerint 2015 augusztusától kezdve több mint 300 millióan voltak aktívak havonta. 2012 februárjában egyszerre 34 millió felhasználó volt online a Skype-on.
Az először 2003-ban megjelent Skype-ot a svéd Niklas Zennström és a dán Janus Friis alkották meg Ahti Heinla, Priit Kasesalu és Jaan Tallinn, a Kazaa nevű zene-megosztó alkalmazás kiszolgáló oldalát (szerver) kifejlesztő észt programozók közreműködésével. 
2005 szeptemberében az eBay 2,6 milliárd dollárért megvásárolta a Skype-ot. 
2009 szeptemberében a Silver Lake, az Andreessen Horowitz és a Canada Pension Plan Investment Board (Kanadai Nyugdíjterv Beruházási Bizottsága) bejelentette, hogy a Skype 65% -át 1,9 milliárd dollár értékben vásárolja meg az eBay-től, amely a vállalkozásnak 2,92 milliárd dollár piaci értéket tulajdonított. 
A Microsoft 2011 májusában vásárolta meg a Skype-ot 8,5 milliárd dollárért. A Skype divízió székhelye Luxemburgban volt, de a fejlesztési csapat legnagyobb része és a részleg összes alkalmazottjának 44%-a továbbra is Tallinnban és Tartuban dolgozott, Észtországban.
2025. február 28-án a Microsoft bejelentette, hogy megszünteti a szolgáltatást.

## Működése
A Skype felhasználói mikrofonos hanghívás, webkamerás videóhívás, vagy azonnali üzeneteken keresztül tudtak egymással kommunikálni. A Skype egy freemium üzleti modellt valósított meg. A Skype-on belüli hívások ingyenesek voltak, azonban, ha valaki vezetékes- vagy mobiltelefonokat akart hívni az applikáción keresztül, (azaz a hagyományos telefonhálózatokat használta volna), hívásdíja a Skype Credit nevű felhasználói fiókrendszerben került felszámolásra. Néhány hálózati rendszergazda, tartva az erőforrások nem megfelelő felhasználásától, a túlzott adatforgalom-használattól és különféle biztonsági problémáktól, letiltotta a Skype használatát a vállalati, kormányzati, otthoni és oktatási hálózatokon.
A Skype eredetileg egy hibrid azonos hierarchia szintű végpontok közötti (peer-to-peer) és kliens-szerver rendszerrel működött. 2012 májusa óta teljes egészében a Microsoft által fenntartott, úgynevezett szupercsomópontokon üzemelt. A globális megfigyelések 2013-as leleplezése során kiderült, hogy a Microsoft szabad hozzáférést biztosított a hírszerző ügynökségek számára a szupercsomópontokhoz és a Skype kommunikációs adataihoz.
2016 és 2017 között a Microsoft átalakította Skype-ügyfélrendszerét; a peer-to-peer szolgáltatást egy központi Azure-szolgáltatásra cserélte, és módosította az alkalmazások felhasználói felületeit, melynek során a szöveges üzenetküldés előtérbe került a hanghívásokkal szemben. A Skype különböző változatai (Windows, iOS, Android, Mac és Linux) jelentős, látható javításokat kaptak.

## Etimológia
A szoftver neve a "Sky peer-to-peer" -ből származik, amelyet ezt követően "Skyper" -re rövidítettek le, azonban a "Skyper"-hez társított domain nevek egy része már foglalt volt. A szóvégi „r” elhagyásával megszületett a jelenlegi „Skype” név, amelyhez rendelkezésre álltak még domainnevek.

## Története
A Skype-ot 2003-ban alapította a svéd Niklas Zennström és a dán Janus Friis. A Skype szoftverét Ahti Heinla, Priit Kasesalu és Jaan Tallinn észt programozók készítették. Az első nyilvános béta verzió 2003. augusztus 29-én jelent meg.
2005 júniusában a Skype megállapodást kötött az Onet.pl lengyel internetes portállal a lengyel piacon történő integrált kínálatért. 2005. szeptember 12-én az eBay Inc. felvásárolta a luxemburgi székhellyel rendelkező Skype Technologies SA-t körülbelül 2,6 milliárd dollárnyi értékű készpénzért és eBay részvényért, amelyhez még hozzáadódott egy potenciális teljesítményalapú ellenérték. 2009. szeptember 1-jén az eBay bejelentette, hogy a Skype 65% -át eladja a Silver Lake-nek, Andreessen Horowitznak és a Canada Pension Plan Investment Boardnak (Kanadai Nyugdíjterv Beruházási Bizottság) 1,9 milliárd dollárért, a Skype-ot összesen 2,75 milliárd dollárra értékelve.
2011. július 14-én a Skype együttműködési megállapodást kötött a Comcast-tal, melynek köszönhetően a Comcast előfizetői a HDTV-készülékeken keresztül is használatba vehetik a Skype video-csevegési szolgáltatását.
2013. június 17-én a Skype egy ingyenes videoüzenet-szolgáltatást indított el, amely Windows, Mac OS, iOS, Android és BlackBerry rendszereken is működtethető.
2017. augusztus 2-án a Skype és a PayPal egy közös pénzküldési megoldással állt elő, melynek segítségével a felhasználók pénzt utalhatnak beszélgetés közben a Skype mobiltelefonos applikációjában a PayPal-on keresztül.

### Microsoft felvásárlás
2011. május 10-én a Microsoft Corporation 8,5 milliárd dollárért megvásárolta a Skype Communications, S.à r.l-t, e vásárlás során megszerezve minden technológiáját. A társaságot a Microsoft egy részlegeként olvasztották be. Az átvétel 2011. október 13-án fejeződött be.
Nem sokkal a Skype megszerzése után a Microsoft megkezdte a szolgáltatás integrálását saját termékeibe. A meglévő Skype asztali és mobil alkalmazások fejlesztésének átvételén felül a cég kifejlesztett egy, az akkor újonnan kiadott, érintő-képernyő használatát lehetővé tevő Windows 8 és Windows RT operációs rendszerekhez illő alkalmazás változatot, melyekhez az akkori új operációs rendszer 2012 október 26-i indulásától fogva a Windows Store áruházán keresztül lehetett hozzájutni. A következő évben ez lett a Windows 8.1 alapértelmezett üzenetküldő alkalmazása, átvéve az akkori Windows 8 üzenetküldő alkalmazásának helyét, és előre telepített szoftverré vált minden 8.1-es verziót használó, vagy arra frissített eszközön.
Ezenfelül a Microsoft megszüntette két saját termékét a Skype javára: egyhónapos átmeneti időszak alatt, 2013. április 8-tól 30-ig a Microsoft beszüntette hosszú távú Windows Live Messenger azonnali üzenetküldő szolgáltatását a Skype javára, bár Kínában továbbra is működik a Messenger. 2014. november 11-én a Microsoft bejelentette, hogy 2015-től a Skype for Business váltja fel a Lyncet. A kommunikációs szoftver legújabb verziója egyesíti a Lync és a Skype nem fizetős változatának szolgáltatásait. Két felhasználói felület létezik – a szervezetek áttelepíthetik felhasználóikat az alapértelmezett Skype for Business felületről a Lync felületre.

### A felvásárlás után
2013. augusztus 12-én a Skype kiadta az Apple iPhone és iPad alkalmazás 4.10-es frissítését, amely HD minőségű videók használatát is lehetővé teszi az iPhone 5 és a negyedik generációs iPadok számára.
2014. november 20-án a Microsoft Office csapata bejelentette, hogy szoftverükbe új, a Skype által támogatott csevegőt vezetnek be, amely eszközöket biztosít a munkatársakkal való csevegéshez ugyanabban a dokumentumban.
2015. szeptember 15-én a Skype bejelentette a Mojik kiadását, amely "vadonatúj módszer a Skype-on való önkifejezésre". A Mojik filmek és TV-műsorok karaktereit ábrázoló rövid klipek / gifek, melyek hangulatjelekként használhatóak. A rendelkezésre álló Mojik gyűjteményének kiegészítéséért a Skype csapata együttműködött a Universal Studios-szal, a Disney Muppets-szel, a BBC-vel és egyéb stúdiókkal. Ugyanebben az évben Gurdeep Singh Pall, a Skype vállalati alelnöke bejelentette, hogy a Microsoft megszerezte a Talko technológiáját. A Talko egy " on-the-go üzleti kommunikációhoz kialakított innovatív mobil alkalmazás készítője (...). Az új technológiával és a benne rejlő képességekkel nagyszerű új funkciók és megoldások váltak lehetővé a Skype és a Skype for Business számára."
2016 júliusában a Skype kiadta az új Skype for Linux kliens korai alfa verzióját, amelyet WebRTC technológiával építettek, miután több kérés érkezett a Microsofthoz, hogy folytassa a Linux fejlesztését. Ugyanazon év szeptemberében a Skype új funkciókkal frissítette iOS-alkalmazásukat, többek között elérhetővé vált a Skype-on belüli hívások indítása a Siri alkalmazására, ami a Microsoft beszédhang általi vezérlés – úgynevezett "parancsok" fogadására alkalmas – szolgáltatása is. Csupán egy hónappal később a Microsoft elindította a Skype for Business for Mac rendszert.
2017 februárjában a Microsoft bejelentette, hogy világszerte megszünteti a Skype Wi-Fi szolgáltatását. Az alkalmazást törölték, és a szolgáltatás 2017. március 31-től nem működőképes. 2017. június 5-én a Microsoft bejelentette, hogy a Snapchat-hez hasonló funkciókkal egészíti ki a Skype-ot, , lehetővé téve a felhasználók számára fényképek és videofájlok ideiglenes másolatainak megosztását. 2017. június végén a Microsoft elindította a legújabb iOS frissítését, amely átdolgozott kialakítást és új harmadik fél általi integrációkat tartalmazott, olyan platformokkal, mint a Gfycat, a YouTube és az UpWorthy. Nem volt nagy sikere, számos "egycsillagos" vélemény és panasz szerint az új kliens tönkretette a korábbi funkciókat. 2017 decemberében a Microsoft megjelentette a "Skype Interjúkat", egy megosztott kódszerkesztő rendszert azok számára, akik programozói állásokhoz interjúztatnának.
2025. február 28-án a Microsoft bejelentette, hogy megszünteti a szolgáltatást. Az ingyenes és a fizetős magánfelhasználó szolgáltatás május 5-én szűnt meg (a megszűnéskori állapot szerint a befizetett pénzeket nem fizetik vissza), a Skype for Business felhasználókat ekkor még nem kapcsolták le. Eredetileg a Microsoft arra számított, hogy a Skype-ot teszi a központi kommunikációs stratégiája alapjának, de a WhatsApp, Zoom és a cég saját Teams szolgáltatásainak felfutása miatt a Skype népszerűsége elhalványodott. A Microsoft tervei szerint az ügyfeleket a Teams szolgáltatásukra próbálják átterelni; bejelentésük szerint a megszűnt ügyfeleik adatait 2026 január után törlik véglegesen. 

## Szolgáltatások
- felhasználók közötti beszélgetés (IP-telefon),
- azonnali üzenetek váltása (IM),
- azonnali üzenetek váltása akár 100 felhasználó között egyszerre (multi-chat)
- konferenciabeszélgetés legfeljebb 5 felhasználó között,
- fájlküldési lehetőség
- videokonferencia (csak a Skype 2.0 és ennél újabb változatokban)
- Kreditvásárlás után vezetékes és mobiltelefon hívása
- Csoportos videokonferencia, 2014. április 28-a óta nem csak prémium fiókban[54][55]

Mindezekhez társul még mint kiegészítő szolgáltatás a
- SkypeOut – Ez egy fizetős szolgáltatás. Hasonlóan működik, mint a kártyás mobiltelefonok: van egy virtuális számla, ahova bankkártyás fizetéssel bizonyos mennyiségű pénzt lehet feltölteni. E pénz felhasználásával bárhova a világba mind vezetékes, mind mobil irányba hívásokat kezdeményezhetünk egy előre meghatározott percdíjon. Ez a tarifa, bárhol legyünk is a világon, azonos.[56]
- SkypeIn – Ez is egy fizetős szolgáltatás. 3 vagy 12 hónapra lehet bérelni egy adott telefonszámot. Addig ez a telefonszám, bárhol is legyen a világon, a felhasználó Skype-elérhetőségéhez lesz kötve, és ehhez kapcsolódva elérhető lesz a külvilág bármely telefonjáról.
- Voicemail (magyarul hangposta) – Ez is fizetős szolgáltatás. A működési elve hasonló az előzőéhez, 3-6-12 hónapra elő lehet fizetni erre a szolgáltatásra. Amíg a felhasználó nem elérhető, hangüzenet hagyható a számára.
- Skype Zones – Ez is fizetős szolgáltatás; a lényege az, hogy egy bizonyos összegért egy meghatározott időre naponta használhatók ingyen az ún. Skype hot-spotok. Ezekből jelenleg 18.000 van a világon, már Magyarországon is található ilyen Budapesten.
- Skype Personalise (magyarul testreszabás) – Ez is fizetős szolgáltatás. A Skype-hoz tartozó egyéni ikonok készítésére szolgál minimális, 1-2 dolláros összegért.
- Skype E-mail toolbar – Skype címek (callto:) kiemelését, telefonszámok automatikus felhívásának ajánlását teszi lehetővé.
- Skype Web toolbar – működése az előzővel megegyezik, csak weblapokra vonatkoztatva
- Skypecasts – beszélgetőcsoportok létrehozása, azokhoz való csatlakozás (a Ventrilohoz vagy a TeamSpeakhez hasonlítható, de P2P alapú)

## Használat és forgalom
2011 januárjában, miután a Skype lehetővé tette a videóhívásokat az iPhone-ra kifejlesztett változatában, 27 milliós egyidejűleg online lévő felhasználói rekordot ért el. Ezt a rekordot aztán 29 millió egyidejű online felhasználóval döntötték meg 2011. február 21-én, majd 2011. március 28-án 30 millió online felhasználó lett az új csúcs. 2012. február 25-én a Skype bejelentette, hogy több mint 32 millió felhasználóval rendelkezik. 2012. március 5-én 36 millió egyidejű online felhasználó volt, és kevesebb mint egy évvel később, 2013. január 21-én, több mint 50 millió online felhasználója volt a Skype-nak. 2012 júniusában a Skype meghaladta a 70 millió Andrioid operációs rendszert használó eszközre (telefon és tablet) való letöltést.
2012. július 19-én a Microsoft bejelentette, hogy a Skype-felhasználók 115 milliárd perc hívást naplóztak a negyedévben, ami egy 50%-os ugrást jelentett az előző negyedévhez képest.
A TeleGeography 2014. január 15-i becslése szerint a Skype alkalmazáson belüli nemzetközi forgalma 2013-ban 36% -ra, 214 milliárd percnyire nőtt.

## Rendszer és szoftver

### Ügyfélalkalmazások és eszközök

#### Windows alkalmazás
Megalkotása óta számos Windows-változata jelent meg a Skype-nak. Az eredeti applikációk 1.0-tól 4.0-ig frissültek. 2003-tól kezdve csupán számítógépes programként volt elérhető, később azonban kiadták a Windows telefonra szánt változatát.
2012-ben megjelent egy, a telefonos változathoz hasonló verzió a Windows 8-hoz. A Skype 2015. július 7-én módosította az alkalmazást, hogy a Windows-felhasználók az asztali verziót töltsék le, de 2016 októberéig továbbra is működtetni tervezték a Windows RT-n. 2015 novemberében a Skype három új alkalmazást vezetett be, az Üzenetküldőt, Skype videót és Telefont, hogy integrált Skype élményt nyújtson a Windows 10 rendszert használók számára. A Skype 2016. március 24-én bejelentette, hogy az integrált alkalmazások nem felelnek meg a legtöbb felhasználó igényének, és bejelentette, hogy ezeket és az asztali alkalmazásokat végül egy új UWP alkalmazásra cserélik, amelyet a Windows 10 Évfordulós Kiadás előzetes verziójaként bocsátottak ki, amit később a Windows Creators néven végleges (stabil) változatnak nyilvánítottak.
A Skype for Windows legújabb verziója a Skype 11, amely az univerzális Windows platformon alapul, és különféle Windows 10-et futtató rendszerekben fut, beleértve az Xbox One-t, a Windows telefonokat és a Microsoft Hololens-et. A Microsoftnál továbbra is elérhető a régebbi Skype 8, amely Win32-alapú, és minden rendszeren fut, a Windows XP-től (amelyet egyébként a Microsoft nem támogat) a Windows 10 legfrissebb verziójáig.
2017 végén ezt a verziót továbbfejlesztették a Skype 12.9 verzióra, amelyben számos szolgáltatást eltávolítottak és újakra cseréltek.

#### Egyéb asztali alkalmazások
- macOS (10.9 vagy újabb)[71]
- Linux (Ubuntu, Debian, openSUSE, Fedora)[71]

#### Egyéb mobil eszközök
- iOS
- Android
- Nokia X[73]

A Skype korábban már elérhető volt egyes Symbian, BlackBerry OS és BlackBerry 10 eszközökön. 2009 májusától a 3.0 verzió elérhető volt a Windows Mobile 5–6,1-en, és 2015 szeptemberében a 2.29 verzió volt elérhető a Windows Phone 8.1-en; 2016-ban a Microsoft bejelentette, hogy ez 2017 elejétől megszűnik működni, mihelyt a Skype átalakul a peer-to-peerről az ügyfél alapú működésre.

#### Skype telefonok
2007. október 29-én a Skype elindította saját mobiltelefonját 3 Skypephone márkanév alatt, amely BREW operációs rendszert futtat.
A Skype Wi-Fi Telefon egy mobiltelefon, amely lehetővé teszi a felhasználók számára, hogy vezeték nélküli internet-kapcsolaton keresztül Skype-hívásokat kezdeményezzenek. A Skype Wi-Fi telefon képernyőmenüjében a felhasználók láthatják, ki van online és elérhető-e beszélgetni, hasonlóan a PC-s változathoz. A Skype Wi-Fi telefonról nem csak Skype-felhasználók hívhatók. A SkypeOut percek használatával bármelyik telefon alacsony áron és havi díj nélkül hívható fel. A Skype Wi-Fi telefon nem tartalmaz webböngészőt, így nem tud hozzáférni olyan hotspotokhoz, amelyekhez webalapú bejelentkezés vagy hitelesítés szükséges.
2018 decemberében a Skype bejelentette, hogy feliratokat fog hozzáadni az élő hívásokhoz, melyek valós időben jelennek meg. A társaság szerint ez az új szolgáltatás lehetővé teszi a siket emberek számára a Skype audio- és videohívások használatát.

#### Egyéb platformok
- A Nokia N800, N810 és N900 internetes táblagépek, amelyek Maemo rendszert futtatják.
- A MeeGo-t futtató Nokia N9 rendelkezik Skype hanghívással és szöveges üzenetküldéssel; azonban a videohívást nem támogatja.
- A Sony mylo COM-1 és COM-2.
- A PlayStation Portable Slim és Lite sorozatai, bár a felhasználónak meg kell vásárolnia egy speciálisan kialakított mikrofon-perifériát. A PSP-3000 beépített mikrofonnal rendelkezik, amely lehetővé teszi a kommunikációt a Skype perifériája nélkül.[79] A PSP Go a beépített mikrofon mellett képes a Bluetooth-kapcsolatok használatára a Skype-alkalmazással is.[80] A Skype for PlayStation Vita letölthető az Egyesült Államok PlayStation hálózatán keresztül. Ez magában foglalja a bejövő hívások fogadásának képességét a háttérben futó alkalmazás segítségével.
- A Samsung Smart TV-nek volt egy Skype-alkalmazása, amelynek letöltése ingyenes volt.[81] A beépített kamerát és mikrofont használta az újabb modellekhez. Alternatív megoldásként megvásárolható egy külön beszerelhető Skype kamera beépített hangszórókkal és mikrofonokkal a régebbi modellekhez.[82] Ezt a funkciót a többi "TV alapú" Skype-ügyféllel együtt letiltották.
- Néhány eszközt úgy gyártottak le, hogy működjön rajta a Skype, amennyiben asztali Skype-ügyféllel beszél. Más készülékekbe beágyazták a Skype-szoftvert. Ezeket általában PC-hez csatlakoztatják, vagy beépített Wi-Fi klienssel rendelkeznek, amely lehetővé teszi a hívást Wi-Fi hotspotokról, ilyen például a Netgear SPH101 Skype Wi-Fi telefon, az SMC WSKP100 Skype Wi-Fi telefon, a Belkin F1PP000GN- SK Wi-Fi Skype telefon, a Panasonic KX-WP1050 Wi-Fi telefon a Skype Executive utazókészlethez, az IPEVO So-20 Wi-Fi telefon a Skype-hez és a Linksys CIT200 Wi-Fi telefon.

#### Harmadik fél engedélyezése
Harmadik felek fejlesztői, például a Truphone, a Nimbuzz és a Fring, korábban megengedték a Skype-nak, hogy párhuzamosan fusson több más versengő VoIP / IM hálózattal (a Truphone és a Nimbuzz számára a TruphoneOut és a NimbuzzOut fizetett szolgáltatásként szolgálnak) bármilyen Symbian vagy Java környezetben. A Nimbuzz elérhetővé tette a Skype-ot a BlackBerry felhasználók számára, és a Fring támogatta a mobil videohívást a Skype-on keresztül, valamint támogatta az Android platformot. A Skype 2010 júliusában letiltotta a Fring felhasználók számára a Skype elérését. A Nimbuzz a Skype kérésére 2010 októberében beszüntette a támogatást.
A Microsoft felvásárlása előtt és alatt a Skype visszavonta a Skype-kompatibilis szoftvereket és hardvereket gyártó harmadik felek licencét. A Skype Asterisk termékét a Digiumtól visszavonták, és "már nem kapható". A Senao SN358 + hosszú távú (10–15 km) vezeték nélküli telefont leállították, mert elvesztették a Skype hálózatban társakként való részvételre vonatkozó engedélyeket. Ez a két termék együttesen lehetővé tette a vezeték nélküli roaming hálózatok létrehozását biztonságos, jó minőségű hívás-átadással.

## Technológia

### Protokoll
A Skype saját tulajdonát képező internetes hangátvitel (VoIP) hálózatot használ, amelyet Skype protokollnak hívnak. A protokollt a Skype nem tette nyilvánosan elérhetővé, és a protokollt használó hivatalos alkalmazások zárt forrásúak. A Skype technológia egy része a Joltid Ltd. vállalathoz tartozó Global Index P2P protokollra támaszkodik. A fő különbség a Skype és a standard VoIP kliensek között az, hogy a Skype a peer-to-peer modell elvén működik (eredetileg a Kazaa szoftver alapján), nem pedig a szokásosabb kliens-szerver modell szerint (megjegyezzük, hogy a nagyon népszerű Session Initiation Protocol (SIP), ami egy internet-kommunikációs protokoll két vagy több résztvevő közötti kommunikációs kapcsolat felépítésére, szintén egy végpontok közötti VoIP modellt használ, de a végrehajtáshoz általában a kiszolgálón történő regisztráció szükséges, mint a Skype esetében).
2014. június 20-án a Microsoft bejelentette, hogy a régi Skype-protokoll elavult. Néhány hónapon belül a Skype szolgáltatások további folytatása érdekében a Skype-felhasználóknak frissíteniük kellett a 2014-ben kiadott Skype-alkalmazásokra. Megjelent az új Skype protokoll – a Microsoft Notification Protocol 24. A szolgáltatáscsökkenés 2014. augusztus második hetében lépett hatályba. Az átvitt fájlokat ettől kezdve központi szervereken tárolják.
Ami a hálózati verem támogatást illeti, a Skype csak az IPv4 protokollt támogatja. Hiányzik a következő generációs internetes protokoll, az IPv6 támogatása. A Skype for Business azonban magában foglalja az IPv6 címek támogatását, valamint az IPv4 folyamatos támogatását.

### Protokoll észlelése és vezérlése
Számos hálózati és biztonsági társaság állítása szerint felismerte és ellenőrizte a Skype vállalati és szolgáltatói alkalmazásokra vonatkozó protokollt. Míg ezeknek a vállalatoknak a speciális kimutatási módszerei gyakran privát jellegűek, a Pearson chi-négyzetes tesztje és a naiv Bayes-osztályozás két olyan megközelítés, amelyet 2008-ban közzétettek. A hasznos teher tulajdonságainak (például bájtfrekvenciák és kezdeti bájt szekvenciák), valamint az áramlási tulajdonságok (például a csomagméret és a csomag irányai) statisztikai mérései szintén hatékony módszernek bizonyultak a Skype TCP- és UDP-alapú protokolljainak azonosításához.

### Audio kodekek
A Skype 2.x a G.729-et használta, a Skype 3.2 bevezette az SVOPC-t, a Skype 4.0 pedig hozzáadott egy Skype által létrehozott, SILK nevű kodeket, amely "könnyű és beágyazható". Ezenkívül a Skype kiadta az Opust nyílt forráskódként, amely integrálja a SILK codec alapelveit a hangátvitelhez a CELT codec alapelvekkel a jobb minőségű audio átvitelhez, például az élő zenei előadásokhoz. Az Opus-t 2010 szeptemberében nyújtották be az Internet Engineering Task Force-nak (IETF). Azóta szabványosították RFC 6716 néven.

### Video kodekek
A VP7 a Skype 5.5 előtti verziókhoz használható.
A 7.0 verziójától kezdve a H.264-et mind csoportos, mind pedig két ember közti videó csevegésre használják, normál, 720pfelbontással, vagy 1080p-s nagyfelbontással.

### Skype Qik'
A Skype 2011-ben megvásárolta a Qik videó szolgáltatást. A Qik 2014. áprilisi leállítását követően a Skype 2014. október 14-én újraindította a szolgáltatást Skype Qik néven. Bár a Qik videokonferenciákat és internetes adatfolyamot kínált, az új szolgáltatás az egyének és csoportok közötti mobil video üzenetküldésre összpontosít.

### Hiperhivatkozás formátuma
A Skype a "skype:USER?call" URI-t használja a hívásokhoz.

## Biztonság és adatvédelem
A Skype-ot kezdetben biztonságos kommunikációnak vélték, az egyik korai weboldalon rendkívül biztonságosként állították be. A biztonsági szolgáltatások láthatatlanok voltak a felhasználó számára, és a titkosítást nem lehetett letiltani. A Skype állítólag nyilvánosan dokumentált, széles körben megbízható titkosítási technikákat alkalmaz: az RSA-t a kulcsmegbeszéléshez és az Advanced Encryption Standard-ot a beszélgetések titkosításához. Lehetetlen azonban ellenőrizni, hogy ezeket az algoritmusokat helyesen, teljes mértékben és mindenkor használják-e, mivel a nyilvános áttekintés nem lehetséges protokoll-specifikáció és / vagy az alkalmazás forráskódja nélkül. A Skype ellenőrizetlen regisztrációs rendszert biztosít a felhasználók számára, a személyazonosság igazolása nélkül. Ehelyett a becenevek szabad választása lehetővé teszi a felhasználók számára a rendszer használatát anélkül, hogy a többi felhasználó azonosíthatná őket. Nyilvánvalóan, ha bármilyen névvel létrehozhat egy fiókot; a megjelenített hívó fél neve nem garantál hitelességet. A Black Hat Europe 2006-on bemutattak egy, a Skype biztonságát és módszertanát elemző, harmadik féltől származó dokumentumot, mely kielemezte a Skype-ot, és számos biztonsági problémát talált az akkori biztonsági modellben.

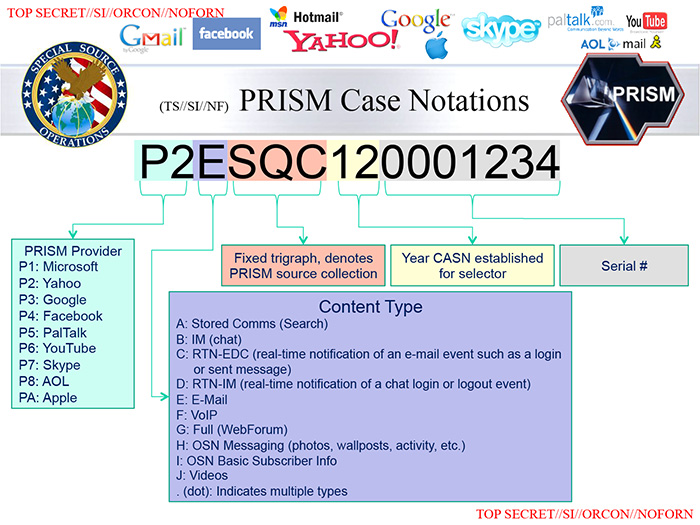
PRISM: titkos felügyeleti program, amelynek keretében az NSA felhasználói adatokat gyűjt olyan cégektől, mint a Skype és a Facebook.

A Skype tartalmaz néhány olyan funkciót, amelyek elrejtik a forgalmát, de nem kifejezetten a forgalom elemzésének megakadályozására szolgál, ezért nem nyújt anonim kommunikációt. Egyes kutatók képesek voltak vízjeleket tenni a jelentésre úgy, hogy anonimizáló hálózaton való áthaladás után is azonosítható legyen.
Egy interjúban Kurt Sauer, a Skype biztonsági igazgatója a következőt mondta: "Biztonságos kommunikációs lehetőséget biztosítunk. Arról, hogy belehallgathatunk-e vagy sem, nem nyilatkozom." Ez nem tagadja azt a tényt, hogy az NSA figyeli Skype beszélgetéseket. A Skype ügyfél nem dokumentált, levédett protokollt használ. A Free Software Foundation (FSF) aggódik a felhasználói adatokkal kapcsolatos problémák miatt, amelyek a levédett szoftverek és protokollok használatából származnak, és egyik kiemelt fontosságú projektje a Skype helyettesítése lett. Biondi és Desclaux biztonsági kutatók szerint a Skype-nak lehet egy hátsó ajtója, mivel a Skype még akkor is elküldi a jelentést, ha ki van kapcsolva, és mivel a Skype szélsőséges intézkedéseket tett a jelentésküldés és az alkalmazásuk működésének elfojtására. Számos médiaforrás számolt be arról, hogy az IP-alapú szolgáltatások jogszerű lehallgatásáról szóló, 2008. június 25-i találkozón az osztrák belügyminisztérium magas rangú, nevüket elhallgató tisztviselői azt állították, hogy problémák nélkül meghallgathatják a Skype-beszélgetéseket. Az ORF osztrák közszolgálati műsorszolgáltató, hivatkozva az ülés jegyzőkönyvére, arról számolt be, hogy "az osztrák rendőrség belehallgathat a Skype-beszélgetésekbe". A Skype nem volt hajlandó kommentálni a jelentéseket. Az ellenőrzés egyik, egyszerűen bemutatható módszere két számítógép beállítása azonos Skype felhasználói azonosítóval és jelszóval. Amikor az egyik gépre szöveges vagy hangüzenet érkezik, a második számítógép másolja a hangot és a szöveget. Ehhez azonban a felhasználói azonosító és a jelszó ismerete szükséges.
Az Egyesült Államok Federal Communications Commission (FCC) úgy értelmezte, hogy a Communications Assistance for Law Enforcement Act (CALEA) előírja, hogy a digitális telefonhálózatok lehetővé kell tegyék a vezetékes lehallgatást, ha azt FBI parancs engedélyezi, ugyanúgy, mint a többi telefonszolgáltatás. 2009 februárjában a Skype kijelentette, hogy mivel nem telefonvonalakkal működő telefon társaság, mentesül a CALEA és más hasonló törvények alól, amelyek az amerikai telefonszolgáltatókat szabályozzák, és valójában nem biztos, hogy a Skype–lehallgatható program. Az ACLU szerint a törvény ellent mond az Egyesült Államok alkotmányának negyedik módosításának; az utóbbi időben az ACLU aggodalmát fejezte ki amiatt, hogy az FCC félreértelmezte a törvényt. Javasolták, hogy a Microsoft változtasson a Skype infrastruktúrájában, hogy megkönnyítse a különféle kábelezési követelményeket; azonban a Skype tagadja ezeket az állításokat.
Nem sokkal a Skype 2009-es eladása előtt, a cég elindította saját alkalmazását, a Project Chess-et, hogy feltárja a jogi és technikai lehetőségeket a hívások megosztásához a hírszerző ügynökségekkel és a bűnüldöző szervekkel.
Az Európai Unió Eurojust ügynöksége 2009. február 20-án bejelentette, hogy az Eurojust olasz szolgálata "kulcsszerepet fog játszani az internetes telefonos rendszerek (VoIP) – mint a Skype – használatával kapcsolatos vizsgálatok összehangolásában és együttműködésében. Az Eurojust koordinációs szerepének célja az internetes telefonálási rendszerek elfogásának technikai és igazságügyi akadályainak leküzdése, figyelembe véve a különféle adatvédelmi szabályokat és a polgári jogokat".
2010 novemberében megmutatták a Skype-nak, hogyan tudják a hackerek titokban nyomon követni bármely felhasználó IP-címét. A Skype peer-to-peer jellege miatt nehéz volt ezt kezelni, ám a hibát végül egy 2016. évi frissítéssel orvosolták.
2012-ben a Skype automatikus frissítéseket vezetett be annak érdekében, hogy jobban megvédje a felhasználókat a biztonsági kockázatoktól, de némi kihívásba ütközött a Mac-termék felhasználói esetében, mivel a frissítéseket nem lehet letiltani az 5.6-os verzió óta, sem a Mac OS, sem a Windows verziókban, bár az utóbbi esetében az 5.9 verziótól kezdve bizonyos esetekben ki lehet kapcsolni az automatikus frissítést.
A Washington Post egy 2012-es cikke szerint a Skype "kibővítette együttműködését a bűnüldöző hatóságokkal az online csevegések és egyéb felhasználói információk hozzáférhetővé tétele érdekében a rendőrség számára"; a cikk emellett megemlíti a Skype által végrehajtott változtatásokat, amelyek lehetővé teszik a hatóságok számára a címekhez és a hitelkártya-számokhoz való hozzáférést.
2012 novemberében arról számoltak be, hogy a Skype egy WikiLeaks-aktivista felhasználói adatait parancs vagy bírósági végzés nélkül adta át az iSIGHT Partners nevű, dallasi székhelyű magán biztonsági társaságnak. Amennyiben az állítás igaz, az a Skype adatvédelmi politikájának megsértését jelentené. A Skype azt nyilatkozta, hogy belső vizsgálatot indított a felhasználói adatok adatvédelemének megsértésének kérdésében.
2012. november 13-án egy orosz felhasználó közzétett egy újabb hibát a Skype biztonságában, amely lehetővé tette bárki számára, hogy 7 lépéssel megszerezze akármelyik fiókot pusztán az áldozat e-mail címének ismeretének segítségével. Ez a veszély állítólag hónapok óta létezett, és a széles körű közzététel után még több mint 12 órán keresztül fennállt.
2013. május 14-én azt dokumentálták, hogy a Skype azonnali üzenetküldési munkameneten keresztül elküldött URL-t elbitorolta a Skype szolgáltatás, majd később felhasználták egy HTTP HEAD lekérdezéshez, amely a Microsoft számára a Redmondban regisztrált IP-címből származik (a használt IP-cím 65.52.100.214 volt.). A Microsoft-lekérdezés az az azonnali csevegés során kapott teljes URL-t használta, és egy korábban nem dokumentált biztonsági szolgálat hozta létre. Egyes biztonsági szakértők szerint az akciót a Microsoft böngészőiben használt SmartScreen szűrőhöz hasonló technológia váltotta ki.
A 2013. évi tömeges megfigyelés során nyilvánosságra hozták, hogy egyes ügynökségek, például az NSA és az FBI hozzá tudnak férni a Skype-on belül küldött szöveges üzenetekhez, fájlokhoz, és képesek tárolni az onnan szerzett adatokat.. A FISA bírósági engedélyt igénylő PRISM megfigyelő program állítólag korlátlan hozzáférést biztosított az NSA számára az adatközpont-szuper-csomópontjaihoz. A kiszivárogtatott dokumentumok szerint az integrációs munka 2010 novemberében kezdődött, de csak 2011 februárjában kézbesítették a társaságnak a főügyész által aláírt irányelvet az NSA dokumentumaival, amelyek azt mutatják, hogy a beszedés 2011. március 31-én kezdődött el.
2014. november 10-én a Skype a 7 pontból 1-et szerzett az Electronic Frontier Foundation biztonságos üzenetküldési pontozótábláján. Ugyan az átvitel közbeni titkosításért pontot kapott, de azt el is vesztíette, mivel a kommunikáció nem olyan kódolással van titkosítva, amelyhez a szolgáltató nem fér hozzá (azaz a kommunikáció nem teljes és végponttól végpontig terjedő titkosítás alatt áll), a felhasználók nem tudják ellenőrizni a kapcsolatok személyazonosságát, a korábbi üzenetek nem biztonságosak, ha a titkosítási kulcsokat ellopták (azaz a szolgáltatás nem biztosít továbbítással titkot), a kód nem nyitott független felülvizsgálatnak (azaz a kód nem nyílt forráskódú), a biztonsági terv nincs megfelelően dokumentálva, és nem történt független biztonsági ellenőrzés az utóbbi időben. Az AIM, a BlackBerry Messenger, az Ebuddy XMS, a Hushmail, a Kik Messenger, a Viber és a Yahoo Messenger szintén 7-ből 1 pontot szereztek.
2018 augusztusától a Skype támogatja a végponttól végpontig terjedő titkosítást az összes platformon.

### Szolgáltatás a Kínai Népköztársaságban
2007 szeptembere óta a Skype szoftver kliens letöltésére próbálkozó kínai felhasználókat átirányították a TOM Online oldalára, amely egy kínai vezeték nélküli szolgáltató és a Skype közötti közös vállalkozás, ahonnan letölthető egy módosított kínai verzió. A TOM kliens részt vesz a kínai internetes cenzúra rendszerében, figyelemmel kíséri a szöveges üzeneteket a kínai Skype-felhasználók között, valamint az országon kívüli felhasználókkal cserélt üzeneteket. Niklas Zennström, a Skype akkori vezérigazgatója azt nyilatkozta az újságíróknak, hogy a TOM "beépített egy szöveges szűrőt, amit a piacon mindenki más csinál. Azt is kijelentette: "Egy biztos, hogy ezek a dolgok semmilyen módon nem veszélyeztetik a felhasználók magánéletét vagy biztonságát."
2008 októberében arról számoltak be, hogy a TOM egyes Skype szöveges beszélgetések teljes üzenetét elmentette szerverein, nyilvánvalóan olyan politikai kérdéseket tartalmazó beszélgetésekre összpontosítva, mint Tibet, Fálun Gong, Tajvan függetlensége és a Kínai Kommunista Párt. A mentett üzenetek személyesen azonosítható információkat tartalmaznak az üzenetek küldőiről és címzettjeiről, ideértve az IP-címeket, a felhasználóneveket, a vezetékes telefonszámokat és a szöveges üzenetek teljes tartalmát, beleértve az egyes üzenetek dátumát és idejét. A Kínán kívüli Skype-felhasználókról, akik egy TOM-Skype-felhasználóval kommunikáltak, szintén elmentették a információkat. A szerver téves konfigurációja miatt ezek a naplófájlok egy ideig hozzáférhetővé váltak a nyilvánosság számára.
A TOM-Skype vállalkozás kutatása felfedte a feketelistán szereplő kulcsszavak ellenőrzésével kapcsolatos információkat, lehetővé téve a felhasználók cenzúráját és megfigyelését. Ez a társulás sok kritikát kapott az utóbbi miatt. A Microsoft továbbra sem nyilatkozik az üggyel kapcsolatban.
A Great Fire ügyvédi csoport jelentései szerint a Microsoft módosította a cenzúra korlátozásait és biztosította az összes felhasználói információ titkosítását. Ezenkívül a Microsoft most már együttműködik a kínai Guangming alapítóval (GMF).
A Kínai kontinentális Skype hivatalos weboldalának meglátogatására tett minden kísérlet átirányítja a felhasználót a skype.gmw.cn webhelyre. A Skype Linux verziója nem érhető el.

## Lokalizáció
A Skype a következő nyelvekkel és csomagokkal kapható: angol, arab, bolgár, cseh, dán, észt, finn, francia, görög, héber, holland, horvát, indonéz, japán, katalán, kínai (hagyományos és egyszerűsített), koreai, lengyel, lett, litván, magyar, német, nepáli, norvég, olasz, orosz, portugál (brazil és európai), román, spanyol, svéd, szerb, szlovák, szlovén, thai, török, ukrán és vietnámi.
Mivel a Windows asztali alkalmazás felhasználói képesek új nyelvi fájlok létrehozására, számos nyelvhez legalább 80 egyéb (teljes vagy részleges) lokalizáció is rendelkezésre áll.

## Ügyfélszolgálat
2012 februárjától a Skype segítséget nyújt webes támogatási portálján, támogatási közösségén, a Twitter @skypesupporton és a Skype Facebook oldalán keresztül. A webes támogatási portálon keresztül elérhető közvetlen kapcsolatfelvétel e-mailben és élő csevegéssel. A csevegés támogatása egy prémium szolgáltatás, amely a Skype Premium és néhány más fizetett felhasználó számára érhető el.
2010 januárjában a Skype megszüntette azon politikáját, hogy lefoglalják a Skype-számlákon lévő pénzeszközöket, amelyek inaktívak (nem fizetős hívás) 180 napig. Ez a csoportos kereseti eljárás rendezésében volt. A Skype 4 USD-t is fizetett azoknak, akik e megoldást választották.
A Skype visszatérítési politikája kimondja, hogy teljes egészében visszatérítést nyújtanak, ha az ügyfelek kevesebb, mint 1 eurót használtak fel a Skype Creditből. "Megfelelően benyújtott kérés esetén a Skype a termék fel nem használt időtartamára arányosan visszatéríti Önt".
Sok kritika érkezett különböző felhasználóktól a számlák teljes bezárásának képtelensége miatt. Azok a felhasználók, akik nem akarják folytatni a Skype használatát, inaktívvá tehetik fiókjukat az összes személyes információ törlésével, kivéve a felhasználónevet.
A 2015. szeptember 21-i kimaradás miatt, amely számos új-zélandi, ausztráliai és más országbeli felhasználót érintett, a Skype 20 perc ingyenes hívást biztosított felhasználóinak több mint 60 vezetékes és 8 mobiltelefonszámra.

## Oktatási célú felhasználás
Noha a Skype egy kereskedelmi termék, ingyenes verzióját egyre gyakrabban használják a globális oktatási projektekben érdekelt tanárok és iskolák, például a nyelvtanulás megkönnyítésére: a világ különböző részein élő hallgatókat összepárosítják, hogy segítsék egymás anyanyelvének tanulását. A beszélgetés során ide-oda váltanak a két nyelv használata között.
A tanárok a Skype-t egyedülálló módon használják oktatási céljaik elérésére. A szoftver videokonferencia aspektusa lehetővé teszi a különböző nyelveket beszélő hallgatók összekapcsolását, virtuális terepi utazások tartását és a különféle tanulmányi területeken működő szakértők felkeresését. Ezek a tapasztalatok lehetővé teszik a hallgatók számára, hogy az osztálytermükben tanultaikat valós tapasztalatokra alkalmazzák, és további tanulási lehetőségeket is kínálnak.
A Skype az osztályteremben egy másik ingyenes eszköz, amelyet a Skype létrehozott a weboldalán. Segítségével a tanárok interaktívabbá és érdekesebbé tehetik az óráikat. A Skype az osztályteremben egy szolgáltatás, amelyre a tanárok feliratkozhatnak, és lehetővé teszi a hallgatók számára, hogy megismerjenek más diákokat, beszéljenek szakértőkkel és megosszák ötleteiket. A tanárok együttműködhetnek más tanárokkal szerte a világon, és különféle tanulási élményeket hozhatnak létre diákjaik számára. Különböző Skype órák vannak a hallgatók számára. A tanárok a Skype kereső eszközét is használhatják, és szakértőket találhatnak az általuk választott területen. Az Egyesült Államok és Európa legtöbb iskolája gyakran blokkolja a Skype-ot a diákok iskolahálózataitól, így a diákoknak nem volt más lehetősége, mint hogy proxy vagy virtuális magánhálózaton (VPN) keresztül férjenek hozzá.
A nonprofit Paper Airplanes [papírrepülőgépek] a Skype segítségével angolt tanítanak a szíriai hallgatóknak. 2017 óta 320 diákpár találkozik hetente egyszer egy Skype-os beszélgetés erejéig.

## Nyelvek
A Skype 6.0-s változata óta (2012.10.24.) összesen 38 nyelvváltozatában használható: angol, arab, bolgár, cseh, dán, észt, finn, francia, görög, héber, holland, horvát, japán, katalán, kínai (hagyományos és egyszerűsített), koreai, lengyel, lett, litván, magyar, német, norvég, olasz, orosz, portugál (brazíliai és portugáliai), román, spanyol, svéd, szerb, szlovák, szlovén, thai, török és ukrán.

## Támogatás
A Skype támogatása magyar nyelven nem érhető el, kizárólag angolul, németül és egyéb világnyelveken. A támogatással kizárólag csevegőn és e-mailben lehet kapcsolatot létesíteni.